# Got to Dance. Tylko taniec
Got to Dance. Tylko taniec – polski program telewizyjny typu talent show emitowany od 2 marca 2012 do 22 listopada 2013 na antenie telewizji Polsat, oparty na brytyjskim formacie Got to Dance na licencji Sky Limited.

## Zasady programu
W programie brali udział soliści, duety i formacje taneczne. Do castingów emitowanych na antenie, wybranych zostało ok. 200 uczestników, którzy zgłaszali swój udział w wybranych miastach Polski. Uczestnicy występowali następnie przed jury, które oceniała wykonanie. Aby uczestnik mógł przejść do następnego etapu, musiał zdobyć co najmniej trzy pozytywne noty. W przypadku dwóch uczestnik miał prawo do zaprezentowania drugiego, wybranego przez siebie tańca.
Do odcinków emitowanych na żywo (półfinałów) wybieranych było 24 uczestników (z wyjątkiem pierwszej edycji, gdzie wybrano 30 uczestników). Po każdym wyemitowanym odcinku castingowym, widzowie głosowali na portalu Facebook. Trzech najlepszych uczestników otrzymywało gratyfikację pieniężną w wysokości proporcjonalnej do otrzymanych procent głosów. Następnie odbywały się półfinały, w których jurorzy oceniali uczestników, zaś o tym, kto przejdzie do finału decydowało SMSowe głosowanie widzów. Z każdego półfinału awansowało 2 uczestników. Zwycięzca programu otrzymywał czek w wysokości 100 000 złotych oraz występ podczas festiwalu Sopot TOPtrendy lub Sylwestrowej Nocy Przebojów (w zależności od pory roku).

## Ekipa

### Jurorzy
| Alan Andersz       |
| Joanna Liszowska   |
| Michał Malitowski  |
| Anna Jujka         |
| Krystyna Mazurówna |

### Prowadzący
| Prowadzący      | Edycja | Edycja | Edycja | Edycja |
| Prowadzący      | 1      | 2      | 3      | 4      |
| --------------- | ------ | ------ | ------ | ------ |
| Maciej Dowbor   |        |        |        |        |
| Anna Głogowska  |        |        |        |        |
| Katarzyna Kępka |        |        |        |        |

## Jury
Ostatni skład
- Anna Jujka – tancerka i nauczycielka hip-hopu, choreografka w programie You Can Dance – Po prostu tańcz
- Alan Andersz – aktor i tancerz, członek formacji tanecznych Kamion Dance Piotra Galińskiego oraz V2 Agustina Egurroli, uczestnik ósmej edycji programu Taniec z gwiazdami (6. miejsce)
- Michał Malitowski – czterokrotny mistrz Polski oraz mistrz świata par zawodowych w tańcach latynoamerykańskich, czterokrotny zwycięzca najbardziej prestiżowego turnieju tańca „Blackpool Open” w parze z Joanną Leunis, współtwórca szkoły tańca Pro Am w Hongkongu
- Joanna Liszowska – aktorka, odtwórczyni roli Roxy w polskiej inscenizacji musicalu Chicago; uczestniczka czwartej edycji programu Taniec z gwiazdami (4. miejsce), zwyciężczyni drugiej edycji programu Jak oni śpiewają

Dawniej
- Krystyna Mazurówna – tancerka i choreografka pracująca we Francji, solistka Casino de Paris, choreografka w programie You Can Dance – Po prostu tańcz

Gościnnie

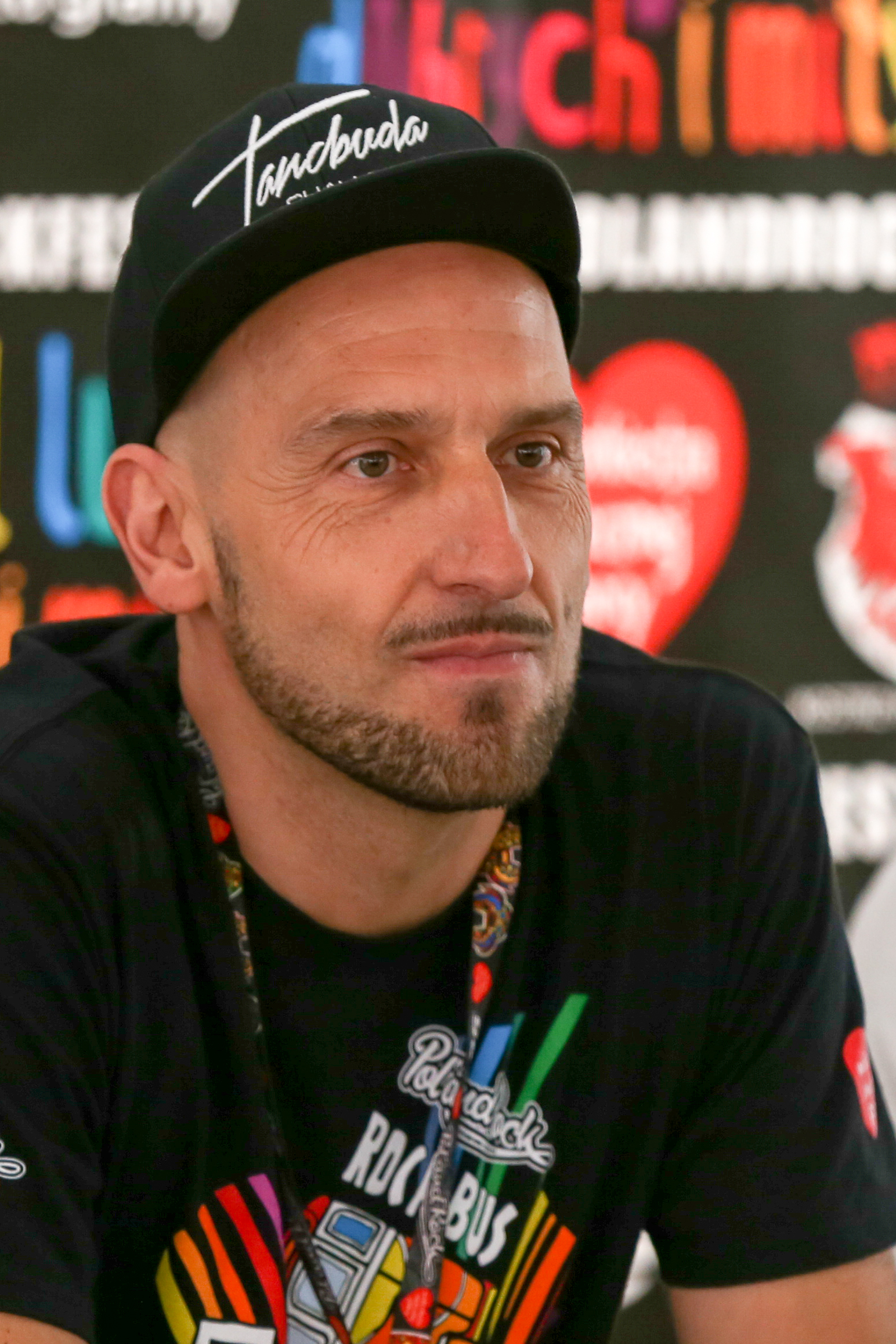
Filip Czeszyk (2019)

- Filip Czeszyk – tancerz, choreograf i instruktor hip-hopu (zastępstwo za Michała Malitowskiego w trzecim półfinale pierwszej edycji oraz w pierwszym i trzecim półfinale drugiej edycji)
- Kimberly Wyatt – amerykańska tancerka, piosenkarka i aktorka, była wokalistka zespołu The Pussycat Dolls, współtwórczyni duetu muzycznego Her Majesty & The Wolves (zastępstwo za Michała Malitowskiego w finale czwartej edycji)

## Głosowanie
Podczas odcinków castingowych głosowanie odbywa się za pomocą portalu społecznościowego Facebook. Na oficjalnym profilu programu, tuż po zakończeniu emisji show na antenie, widzowie oddając głosy na swoich faworytów, decydują, kto z nich wygra najwięcej pieniędzy z przeznaczonych na ten cel 10 tysięcy złotych w każdym odcinku. Głosowanie na uczestników danego programu trwa przez tydzień.

## Zwycięzcy
| Edycja | Zwycięzca          |
| ------ | ------------------ |
| 1      | Dawid Ignaczak     |
| 2      | Krzysztof Kozak    |
| 3      | Dziki Styl Company |
| 4      | Michał Kaczorowski |

## Opisy edycji i finaliści

### I edycja

#### Finaliści
| Miejsce | Osoba/Zespół      |
| ------- | ----------------- |
| 1.      | Dawid Ignaczak    |
| 2.      | Top Toys          |
| 3.      | Lollipops         |
| 4.      | Caro Dance        |
| 5.      | Takt Chadek Chełm |
| 6.      | Ziemia Myślenicka |
| 7.      | Catch The Flava   |

#### Głosowanie facebookowe
Od piątku do środy po odcinkach castingowych można głosować na uczestników do rozdania jest 10 tysięcy złotych, które otrzymują uczestnicy. 1% to 100 zł.
- Tydzień 1: Caro Dance – 24% głosów
- Tydzień 2: Top Toys – 22% głosów
- Tydzień 3: Biohazard – 26% głosów
- Tydzień 4: Scandal – 24% głosów
- Tydzień 5: Soul Dance - 30% głosów
- Tydzień 6: Rachu Ciachu - 26% głosów

Dzika karta:
Po odcinkach na żywo trwa głosowanie na Facebooku. Uczestnik lub grupa, która otrzyma najwięcej głosów otrzymuje dziką kartę i przechodzi do finału.
- Tydzień 1: Only Boys – 45% głosów
- Tydzień 2: Caro Dance – 47% głosów
- Tydzień 3: Fair Play Kwadrat – 29% głosów

### II edycja

#### Finaliści
| Miejsce | Osoba/Zespół                          |
| ------- | ------------------------------------- |
| 1.      | Krzysztof Kozak                       |
| 2.      | Jekaterina Romankova Justas Kucinskas |
| 3.      | Temptation                            |
| 4.      | Sztewite Gang                         |
| 5.      | Atom Kids                             |
| 6.      | DNA Crew**                            |
| 7.      | 26-600 Studio*                        |
| 8.      | Beta                                  |

- * Dzika karta przyznana przez głosowanie na Facebooku.
- ** Dzika karta przyznana przez słuchaczy RMF Maxxx.

#### Głosowanie facebookowe
Od piątku do środy po odcinkach castingowych można głosować na uczestników do rozdania jest 10 tysięcy złotych, które otrzymują uczestnicy. 1% to 100 zł.
- Tydzień 1: Krzysztof Kozak – 38% głosów
- Tydzień 2: Patman Crew – 34% głosów
- Tydzień 3: Sztewite Gang – 20% głosów
- Tydzień 4: DnA Crew – 27% głosów
- Tydzień 5: Trans Formacja - 32% głosów
- Tydzień 6: Kolejorz Girls - 28% głosów

Dzika karta:
- Tydzień 1: Patman Crew – 42% głosów
- Tydzień 2: 26-600 Studio – 48% głosów
- Tydzień 3: DNA Crew – 31% głosów

### III edycja

#### Finaliści
| Miejsce | Osoba/Zespół               |
| ------- | -------------------------- |
| 1.      | Dziki Styl Company         |
| 2.      | UDS                        |
| 3.      | Maciek Mołdoch             |
| 4.      | Bailamos                   |
| 5.      | Paulina Turska             |
| 6.      | Kamil Szpejenkowski        |
| 7.      | From The Soul              |
| 8.      | Sara Silva Mateusz Stawowy |

### IV edycja

#### Finaliści
| Miejsce | Osoba/Zespół                |
| ------- | --------------------------- |
| 1.      | Michał Kaczorowski          |
| 2.      | Katarzyna Pursa Jakub Pursa |
| 3.      | UDS Kids                    |
| 4.      | Bartosz Dopytalski          |
| 5.      | Aleksander Białobrzewski    |
| 6.      | Rachu Ciachu**              |
| 7.      | Ślunski Azyl*               |
| 8.      | Damian Murach               |

- * Dzika karta przyznana przez głosowanie na Facebooku.
- ** Dzika karta przyznana przez słuchaczy RMF Maxxx.

## Spis serii
| Seria | Seria | Sezon       | Odcinki    | Premiera         | Finał             | Pora emisji  | Średnia oglądalność |
| ----- | ----- | ----------- | ---------- | ---------------- | ----------------- | ------------ | ------------------- |
|       | 1.    | wiosna 2012 | 1–10 (10)  | 2 marca 2012     | 11 maja 2012      | piątek 20.00 | 2 644 464           |
|       | 2.    | jesień 2012 | 11–20 (10) | 7 września 2012  | 9 listopada 2012  | piątek 20.00 | 2 614 969           |
|       | 3.    | wiosna 2013 | 21–29 (9)  | 1 marca 2013     | 3 maja 2013       | piątek 20.00 | 2 285 474           |
|       | 4.    | jesień 2013 | 29–39 (10) | 13 września 2013 | 22 listopada 2013 | piątek 20.00 | 2 257 442           |

## Oglądalność
| Odcinek | I edycja                     | II edycja                        | III edycja                   | IV edycja                        |
| ------- | ---------------------------- | -------------------------------- | ---------------------------- | -------------------------------- |
| 1.      | 3 356 003 (2 marca 2012)     | 2 149 720 (7 września 2012)      | 2 822 656 (1 marca 2013)     | 2 524 018 (13 września 2013)     |
| 2.      | 3 380 784 (9 marca 2012)     | 2 653 482 (14 września 2012)     | 2 176 426 (8 marca 2013)     | 2 298 733 (20 września 2013)     |
| 3.      | 3 000 304 (19 marca 2012)    | 2 815 392 (21 września 2012)     | 2 576 465 (15 marca 2013)    | 2 300 649 (27 września 2013)     |
| 4.      | 2 692 614 (23 marca 2012)    | 2 627 550 (28 września 2012)     | 2 252 567 (22 marca 2013)    | 2 019 827 (4 października 2013)  |
| 5.      | 2 927 827 (30 marca 2012)    | 2 678 017 (5 października 2012)  | 2 399 332 (5 kwietnia 2013)  | 2 009 175 (11 października 2013) |
| 6.      | 2 844 391 (13 kwietnia 2012) | 2 954 274 (12 października 2012) | 2 104 785 (12 kwietnia 2013) | 2 218 662 (18 października 2013) |
| 7.      | 2 651 309 (20 kwietnia 2012) | 2 762 182 (19 października 2012) | 2 160 756 (19 kwietnia 2013) | 1 988 257 (25 października 2013) |
| 8.      | 2 211 321 (27 kwietnia 2012) | 2 621 772 (26 października 2012) | 2 067 343 (26 kwietnia 2013) | 1 963 628 (8 listopada 2013)     |
| 9.      | 2 043 219 (4 maja 2012)      | 2 401 389 (2 listopada 2012)     | 2 354 042 (3 maja 2013)      | 2 118 625 (15 listopada 2013)    |
| 10.     | 2 142 205 (11 maja 2012)     | 2 746 182 (9 listopada 2012)     | –                            | 2 229 726 (22 listopada 2013)    |
| Średnia | 2 644 464                    | 2 614 969                        | 2 285 474                    | 2 257 442                        |